# Calathusa hemiscia
Calathusa hemiscia är en fjärilsart som beskrevs av Oswald Beltram Lower 1915. Calathusa hemiscia ingår i släktet Calathusa och familjen trågspinnare. Inga underarter finns listade i Catalogue of Life.